# Dornhan
Dornhan (pronunciación en alemán: /ˈdɔʁnhaːn/ⓘ) es una pequeña ciudad alemana perteneciente al distrito de Rottweil, en el estado federado de Baden-Wurtemberg. A Dornhan pertenecen los barrios Bettenhausen, Busenweiler, Fürnsal, Gundelshausen, Leinstetten, Marschalkenzimmern y Weiden. En total, Dornhan tiene unos 6250 habitantes.

## Puntos de interés
- Ruina del castillo de Lichtenfels[3]